# IMSL

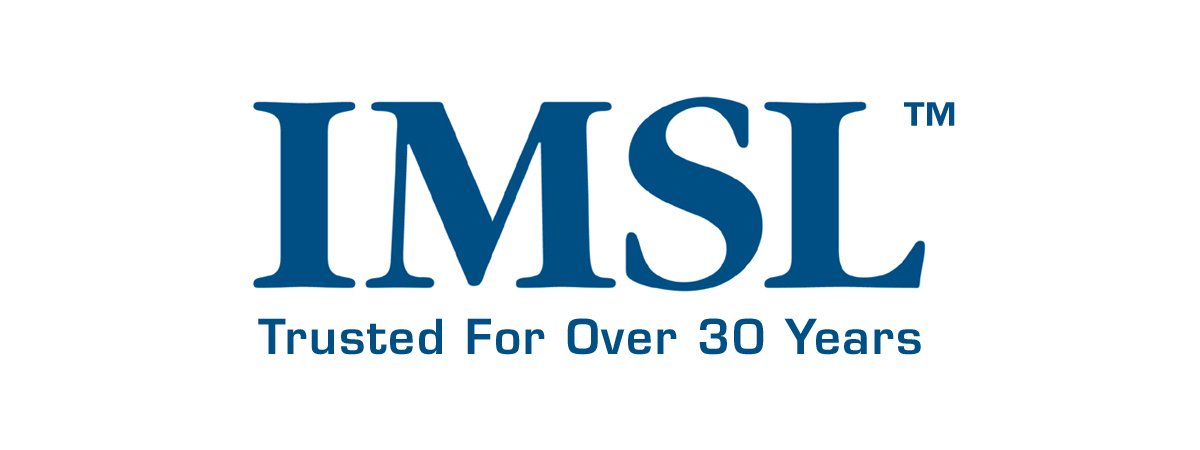
Logo der Programmbibliothek IMSL

IMSL (englisch International Mathematical and Statistical Library) ist eine umfassende Programmbibliothek für numerische und statistische Problemstellungen. Hersteller ist das Unternehmen Rogue Wave Software, Inc. aus Louisville (Colorado). Die ursprünglich von der 1970 gegründeten Firma IMSL Inc. in Fortran implementierte Bibliothek enthält etwa 1000 vom Benutzer aufrufbare Unterprogramme. Die Programmbibliothek wird von Universitäten, Forschungseinrichtungen, numerischen Rechenzentren, Finanz- und Industrieunternehmen eingesetzt. Der Aufruf eines fertigen Unterprogrammes erspart die Programmierung und das Testen eines mathematischen Algorithmus'.
Die IMSL Numerikbibliotheken sind auch für die Programmiersprachen C, Java, C#.NET erhältlich. Für die Programmierung in Python wurde durch PyIMSL Studio eine Schnittstelle zur Anwendung der IMSL C-Bibliothek geschaffen.

## Themengebiete der IMSL-Unterprogrammbibliothek

### Mathematische Algorithmen
- Lineare Gleichungssysteme
- Eigenwerte und -vektoren
- Interpolation und Approximation
- Integration und Differentiation
- Differentialgleichungen (incl. Systeme)
- Transformationen (z. B. FFT)
- Nichtlineare Gleichungen (inkl. Systeme)
- Optimierungsprobleme
- Elementare Matrix- oder Vektor-Operationen
- Spezielle Funktionen aus der Mathematik und der Physik
- Hilfsroutinen

### Statistische Algorithmen
- Elementare Statistik
- Regression
- Korrelation
- Varianzanalyse
- Kategorische und diskrete Datenanalyse
- Nichtparametrische Statistik
- Testverfahren
- Zeitreihenanalyse
- Faktorenanalyse
- Diskriminanzanalyse
- Clusteranalyse
- Stichprobenauswahl
- Überlebenszeitanalyse
- Mehrdimensionale Skalierung
- Risikoanalyse
- Wahrscheinlichkeitsverteilungsfunktionen
- Zufallszahlengeneratoren
- Hilfsroutinen